# Xian de Fengshun
Le xian de Fengshun (丰顺县 ; pinyin : Fēngshùn Xiàn) est un district administratif de la province chinoise du Guangdong. Il est placé sous la juridiction de la ville-préfecture de Meizhou.

## Démographie
La population du district était de 639 811 habitants en 1999.